# Jan Melchior Meihuizen
Jan Melchior Meihuizen (Veendam, 20 augustus 1813 - Wildervank, 11 september 1890) was een Nederlandse industrieel en burgemeester.

## Leven en werk
Meihuizen werd in 1813 aan het Westerdiep in Veendam geboren als zoon van de koopman Melchior Samuels Meihuizen (1789-1868) en Arentje Jans Giezen (1768-1814). Hij was omstreeks 1837 de oprichter van Houthandel J.M. Meihuizen & Zn. te Wildervank. Meihuizen was medeoprichter van Aardappelmeel en Dextrine Fabriek Duintjer, Wilkens en Meihuizen in 1870 te Veendam samen met Frans Wilkens en familie Duintjer. In 1962 werd de fabriek verkocht aan de Coöperatie Avebe. De locatie in Veendam van DWM & CO. werd in 2009 gesloten en verplaatst naar Ter Apelkanaal.
Meihuizen was van 1874 tot 1889 burgemeester van Wildervank. Hij trouwde op 5 april 1838 te Wildervank met Weija Reinders (1816-1884). Hij overleed in september 1890 op 77-jarige leeftijd in Veendam. Meihuizens graf bevindt zich in de Margaretha Hardenbergkerk te Wildervank aan het Oosterdiep.
- International Standard Name Identifier: 0000 0003 9674 5092
- Nederlandse Thesaurus van Auteursnamen: 068698984
- Virtual International Authority File: 291777688